# Giorno di pioggia
Il giorno di pioggia è la giornata in cui in un determinato luogo, tra le ore 0 e le ore 24, si verifica un evento di precipitazione atmosferica, sia sotto forma piovosa che nevosa, il cui accumulo totale corrisponda almeno alla quantità di 1 millimetro. L'evento è rilevato dal pluviometro di una determinata stazione meteorologica.
Eventuali precipitazioni giornaliere inferiori al millimetro, pur venendo registrate dall'apposito strumento, non vanno a costituire nell'insieme un giorno di pioggia, pur venendo conteggiate per il calcolo della piovosità totale.
Una corretta analisi delle precipitazioni che si verificano in una determinata località, deve tener conto delle medie mensili, stagionali ed annue, sia in millimetri che sotto forma di giorni. Se ad una quantità media molto contenuta corrispondono molti giorni di pioggia, i singoli fenomeni tendono ad essere più frequentemente di debole o, al più, di moderata intensità; al contrario, si registrano quantità medie molto alte ed esigui numeri di giorni di pioggia laddove si verificano fenomeni molto intensi: in quest'ultimo caso, il potenziale rischio alluvionale di quella determinata località risulterà essere più elevato.
Mentre in meteorologia la soglia minima totale cumulata di precipitazione di un giorno di pioggia è stabilita in un millimetro, in agraria e in agrometeorologia viene esaminato maggiormente il dato medio (mensile, stagionale ed annuale) dei giorni con almeno 2 millimetri di pioggia, corrispondenti alla quantità minima necessaria al fabbisogno della maggior parte delle colture e delle specie vegetali.